# Фрауензее
Фрауензее (нім. Frauensee) — громада в Німеччині, розташована в землі Тюрингія. Входить до складу району Вартбург.
Площа — 19,26 км2. Населення становить Невірний параметр metadata 16 063 029 ос. (станом на 31 грудня 2021).